# بطولة العالم لسباقات فورمولا 1 موسم 2006
بطولة العالم لسباقات فورمولا 1 موسم 2006 هو الموسم السابع والخمسون لسباقات الفئة الأولى للسيارات. ضمن بطولة العالم لسباق سيارات الفورمولا واحد التي ينظمها الاتحاد الدولي للسيارات (FIA)، كأعلى فئة من التنافس في سباقات السيارات المفتوحة العجلات. عقد في سنة 2006 م، بدأ في 12 مارس وانتهى في 22 أكتوبر, فاز بها فرناندو ألونسو (بالإنجليزية: Fernando Alonso)‏ من فريق رينو (بالإنجليزية: Renault)‏ بسيارته الرينو. فرناندو ألونسو الذي بدأ السباق في الخط رقم 6 حصل على أفضل توقيت في الجولة 5 من السباق في أسرع لفة له. هذا السائق في المجموع حصد 134 نقطة.

## الوصلات الخارجية
- الموقع الرسمي للفورمولا 1